# راسوشکی
راسوشکی (به لاتین: Rasošky) یک منطقهٔ مسکونی در جمهوری چک است که در ناحیه ناخود واقع شده‌است.